# 페트르잘카

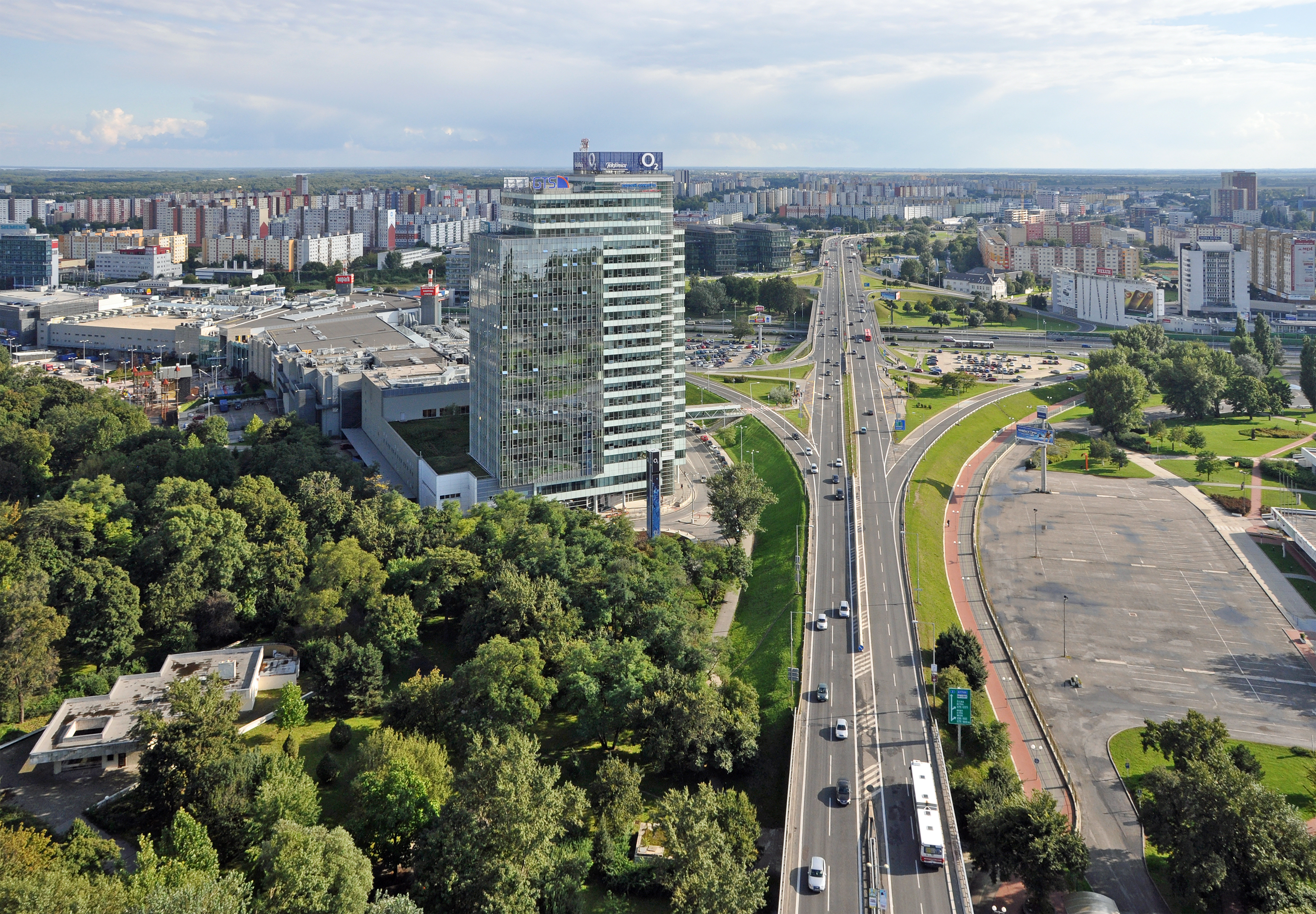
모스트 SNP에서 본 풍경으로, 왼쪽에 아우파르크 타워가 있다.

페트르잘카(슬로바키아어: Petržalka)는 슬로바키아 브라티슬라바의 가장 큰 자치구다. 다뉴브강 오른쪽 강둑에 위치한 이 지역은 오스트리아와 국경을 공유하며 약 100,000명이 거주한다.